# Stazione di Salice
La stazione di Salice è una stazione della ferrovia Circumvesuviana, sita nel comune di Casalnuovo di Napoli in via Salice, all'immediato confine con il comune di Casoria.
Si trova sulla ferrovia Napoli-Nola-Baiano.

## Storia
La fermata di Salice entrò in servizio il 12 dicembre 2001, alcuni mesi dopo l'apertura della linea, aperta il 12 febbraio precedente.

## Strutture e impianti
La fermata di Salice dispone di un fabbricato viaggiatori con davanti un piccolo parcheggio e alle spalle l'abitazione del custode.

L'ingresso è da un vialetto privato su via Salice, in prossimità del confine con Casoria in direzione Tavernanova. Subito dopo si arriva al parcheggio e quindi all'edificio, con alle spalle l'abitazione del custode, che affaccia sulla strada vicinale Fienile di Mezzo.
La fermata consta di due binari, uno in direzione Napoli e l'altro per Baiano.
Non vi è scalo merci.

## Movimento
Il traffico passeggeri è scarso, legato solo ai pendolari nell'ora di punta e ai ragazzi che frequentano le scuole nei comuni limitrofi.

## Servizi
La stazione dispone di
- Sottopassaggio